# Jarle Aarbakke

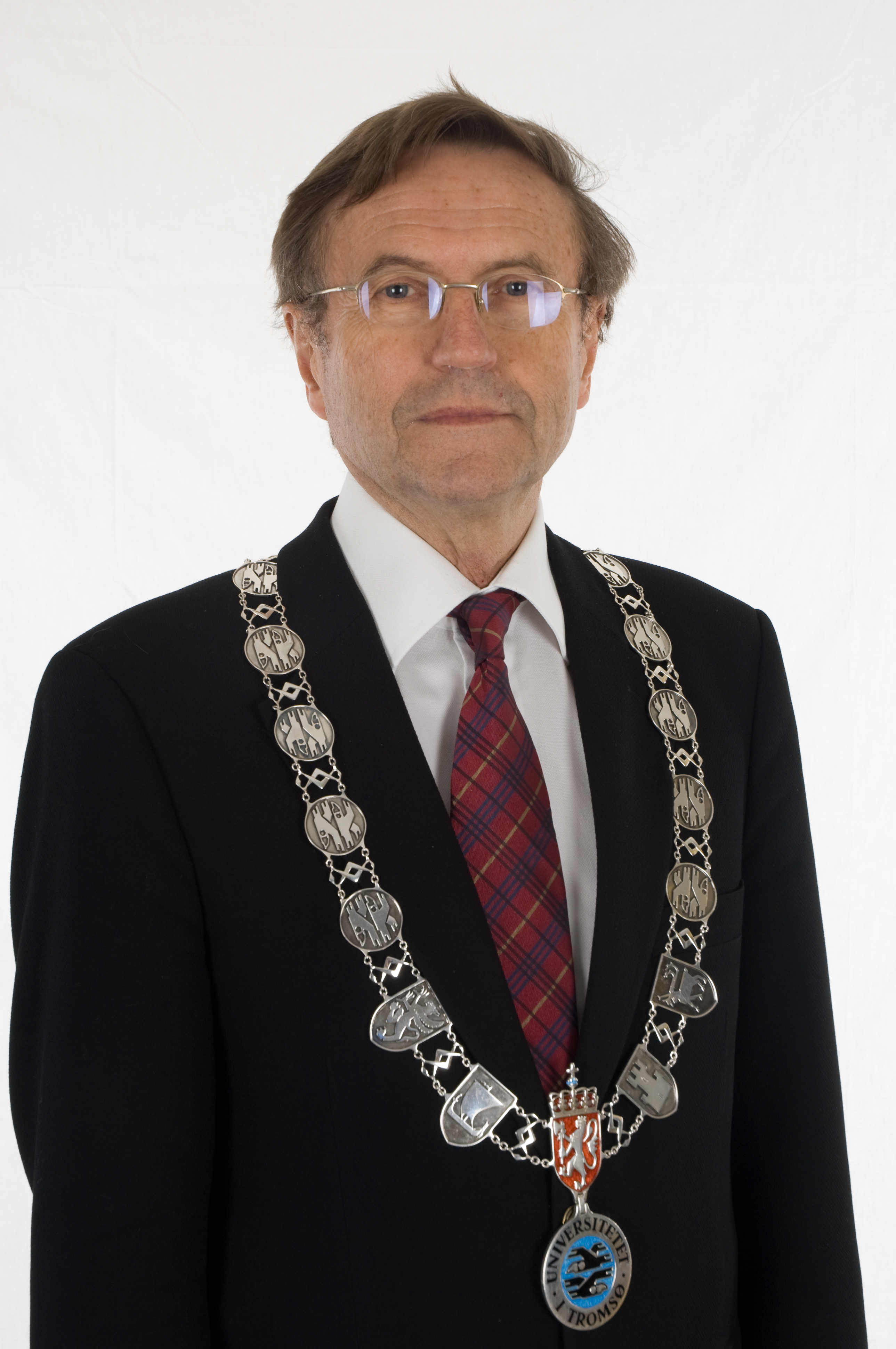
Jarle Aarbakke

Jarle Aarbakke (sinh ngày 18 tháng 11 năm 1942) là hiệu trưởng của trường Đại học Tromso tại Na Uy.
Trước khi được bầu làm hiệu trưởng vào năm 2001, Aarbakke làm việc với vai trò giáo sư về dược tại Department of Medical Microbiology. Từ năm 2007 đến 2009, ông là chủ tịch của Hiệp hội tổ chức giáo dục đại học Na Uy (UHR).
Năm 1997, Aarbakke dẫn đầu một ủy ban chính phủ để điều tra về thay thế và thuốc bổ sung.